# Roberto do Valle
Roberto do Valle (São José do Rio Preto, 26 de fevereiro de 1934 – Santos, 2 de julho de 2011) foi professor, poeta, historiador e jornalista, considerado um dos grandes escritores rio-pretenses. 

## Biografia
Publicou diversas obras, entre as quais o livro de contos As leopardas, em 1976, O homem cercado, em 1969, A caneca, em 1978, Arte hoje, em 1969, Rio Preto na Revolução de 32, em 1982. Autor de contos na Revista Cuentos, do México, ao lado de Gabriel García Marquez e Carlos Fuentes. Recebeu 12 prêmios nacionais de literatura.
De família de jornalistas, irmão da também escritora e historiadora Dinorath do Valle e de Walter do Valle, Roberto trabalhou nos jornais O popular, em que foi fundador e editor (1952-1953), Correio da Araraquarense (1974), Dia e Noite (1976-1981), 7 Dias (1986-1987), A Tribuna, Diário de São Paulo, Folha de S. Paulo, A Notícia e Diário da Região, e Correio Popular, de Campinas, além das revistas Veja e Primeira Edição (em 1978).